# Mitología eslovena

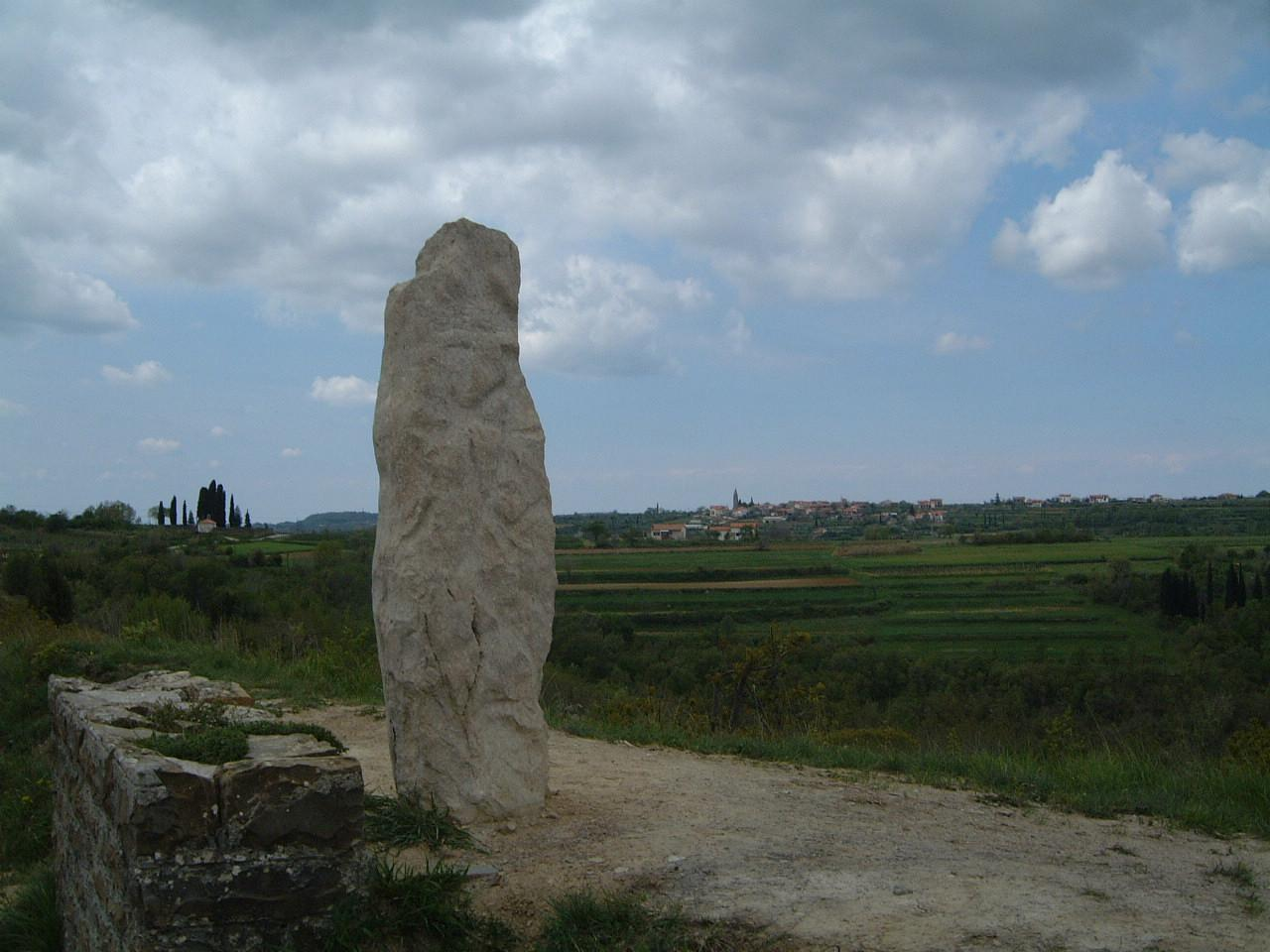
»Kamen Troglav« es un menhir (SO de Eslovenia) que data de la era pre-eslava, pero que según Pleterski / Puhar (Artículo) está relacionado con la tradición oral de esta zona a partir de la era eslava

Mitología eslovena o religión eslovena pagana y su mitología pertenecen al grupo de la mitología eslava o creencia eslava. Están conservados únicamente por la tradición oral que entrelazó los viejos temas paganos con el cristianismo. Particularidad de la mitología eslovena es la buena conservación de la entera obra mitológica de la divinidad carantano-carniola: Kersnik. El solo hecho de haber conservado una tradición tan intacta es en el mundo eslavo algo sumamente excepcional.

## Desarrollo del estudio de la mitología eslovena
Los antepasados de los eslovenos de hoy fueron los carantanos y carniolos. Los carantanos se asentaron en lo que hoy es Eslovenia durante la cristianización después del año 751 y los carniolos alrededor del año 800. La primera ola de cristianizadora empezó en la época del soberano franco Carlomagno (esloveno: Karel Veliki), cuando Europa, como la mayoría de la clerecía cristiana, era casi completamente analfabeta. También es por esto que las notas de los autores irlandeses, friulanos o germanos sobre el paganismo carantano-carniolo no se conservan, si es que un día existieron. 
Hoy, por falta de fuentes escritas, no podemos estudiar el contenido de la vieja mitología eslovena más que con la ayuda de la etnología, la mitología comparativa o arqueoastronomía. El primero que menciona la tradición pagana eslava en el territorio de la actual Eslovenia fue Janez Vajkard Valvasor en su obra La gloria del Ducado de Carniola (1689). Valvasor no fue bastante objetivo en su anotación sobre la creencia pagana nacional, pero a pesar de ello, en su obra nos ofrece anotaciones que están encadenadas con una tradición mitológica más antigua, por ejemplo la adoración de los tocones, la de la lucha de Labergar con el gigante checo, de la niña serpiente Faronika o del espíritu de las aguas de Liubliana que raptó a Urška.
Más tarde, Anton Tomaž Linhart, en su obra Poskus zgodovine Kranjske in ostalih dežel južnih Slovanov Avstrije (1791) (Prueba de la historia de Carniola y otros territorios de los eslavos austríacos del sur) trató de componer algo así como un panteón pagano esloveno. Se apoyó también en la tradición no eslovena y fue más objetivo porque recabó información también de la tradición nacional. Linhart afirmaba que al frente de las divinidades antiguas estaba Dios, venerado en el trueno y el curso de las constelaciones, que es un ente superior. Las divinidades inferiores estaban conectadas con la tierra. Linhart dividió también entre dioses con cualidades buenas y malas. En el puesto supremo de los dioses buenos colocó a Svantevid, a quien nombró también Belinec, o Belibog (Dios blanco). Entre las divinidades buenas mencionaba también al Triglav, con poder sobre el aire, la tierra y el agua, después a Radegast, que era dios de la alegría, a Živa: la diosa de la vida, a Koleda: dios de la celebración, a Božič: pequeño dios de la hospitalidad, Pahod: dios del tiempo/clima, Pravo pudo ser el dios de la justicia pero Linhart no estaba seguro de su existencia, Kurent solía ser el dios del desenfreno y Kordo/Gordo/Gruden (denominación en esloveno tradicional para el mes de diciembre) era el Saturno esloveno. Entre los dioses con características negativas puso en primer lugar a Čarto o Černibog (dios negro) y después mencionaba a Vrag, Zlodej y Hudič, que son tres nombres para el diablo en esloveno y al mismo tiempo variaciones de la misma divinidad. Después mencionaba también al Škrat y al final al Moro, que provoca espasmos en el diafragma y la opresión en el estómago. Algunas de las divinidades de Linhart son de origen nacional y otras las copió de las fuentes sobre la religión occidental-eslava, especialmente los dioses con características positivas.
El camino correcto en el estudio de la mitología eslovena lo marcó Valentin Vodnik, el primero que se decidió por el trabajo etnográfico en este terreno y descubrió la tradición sobre los ogros, los fuegos fatuos, el hombre y la mujer de la montaña, el espíritu de las aguas, (Tork), Mora, Rokalnik y las parcas. El estudio de la mitología eslovena avanzó mucho sobre todo después del año 1990. Por un lado los investigadores etnológicos en el terreno recogieron un voluminoso material y por otro lado se observa cierto progreso en las investigaciones en el uso del método comparativo. Es destacada la investigación sobre mitología eslovena que hizo Damjan J. Ovsec en 1991, bajo el título Slovanska mitologija in verovanje (La mitología y religión eslavas). En este libro Ovsec utilizó el método comparativo y al mismo tiempo  representa la hipótesis sobre el carácter lunar y avernoso de la mitología eslovena y eslava. Posteriormente, el etnólogo Slavko Ciglenečki a finales de los años noventa, usando también el método comparativo, mostró las conexiones entre el Kurent y en el culto antiguo de Kibela; el etnólogo Zmago Šmitek, mostró en 2001 la conexión entre St. Jurij/Jaril (San Jorge) y la constelación de Orión. Šmitek publicó en 2004 Mitološko izročilo Slovencev: Svetinje preteklosti (La tradicićon mitológica de los Eslovenos: una reliquia del pasado), que reúne los conocimientos del autor a partir del material etnológico y aplicando el método comparativo. En el año 2001 una voluminosa obra sobre el pastor de lobo fue publicada por Mirjam Mencej, que logró conectar el pastor de lobo sobre todo con Veles y Jaril. Un año más tarde Nikolai Mikhailov afirmó que el Kersnik esloveno deriva del Perun.
Aparecieron también nuevos métodos de estudio, por ejemplo el arqueoastronómico, investigación de los rincones rituales en los puntos de culto conectados, cuyo exponente más representativo es Andrej Pleterski. Monika Kropej, Vlado Nartnik, Janez Bogataj y Roberto Dapit son también destacados estudiosos de la mitología eslava. Un lugar especial en la investigación de la mitología eslovena lo tiene la revista Studia Mythologica Slavica, que desde 1998 publica anualmente artículos sobre el campo de la investigación de costumbres y mitología eslavas.

## Rasgos básicos de la mitología eslovena
La mitología eslovena tiene más semejanzas con la mitología eslava que con cualquier otra, por eso la podemos incluir en ella, aunque con muchas figuras mitológicas propias. Las características principales de la mitología eslava -también presentes en la mitología eslovena- son el llamado mito principal, así como el mito vegetal. El mito principal habla sobre la lucha de Perún con Veles, conflicto en el que siempre gana Perún. La causa de su lucha es el latrocinio por Veles de la mujer, hermana o bestia de Perún.  Nikolai Mikhailov reconoció la variante del mito principal en la lucha de Kersnik o Kersnik culpable. Cuando Kersnik derrota al enemigo, empieza a llover trigo, lo cual genera natalidad. El mito vegetal que reconstruyeron Radoslav Katičić in Vitomir Belaj a partir de los cantos populares bálticos y eslavos, habla sobre la marcha de Jurij (Yuri/Jorge) a través del año. En el solsticio de invierno nace Jurij, décimo hijo de Perún, pero el mismo día se lo llevan los koledniki, los delegados de Veles. Pasa la juventud en el onostranstvo (más allá) porque en el más acá es invierno. A nuestro mundo regresa en Jurjevo, cuando la naturaleza renace trayendo la primavera. Ese día conoce a su hermana Mara, con la cual se casa en una noche con hogueras de fiesta. En este día festivo, Jurij se presenta como Ivan Kupalo o Janez Kersnik. Después Jurij engaña a Mara y ella lo mata, convirtiéndose en Morana la fea. Jurij muere solo aparentemente, aparece por última vez la noche de Navidad y al día siguiente nace de nuevo.

### Sobre los seres mitológicos eslovenos
Kresnik: fue una divinidad importante para carantanos y carniolos y no era conocido entre otros eslavos (o bien tenía un papel secundario). Muestra semejanzas com Perún o Mitra, y aparece como»El patrón de la montaña mundial«. Se lo encadena con las divinidades solares, como al Ra egipcio.
Kurent: es el segundo ser mitológico esloveno más importante y no tiene un origen claro. Tiene un papel agrícola y semejanzas interesantes con el ser mitológico báltico Curche.
Zlatorog: pertenece a la tradición pre-eslava y podemos encontrar cuentos sobre la gamuza de cuernos de oro también tanto en eslavos del sur, como en griegos o albaneses.
Čatež: los Čateži son seres mitoloógicos borrachos de la Eslovenia este y oeste, cuya característica es que por arriba son hombres y por abajo machos cabríos que producían pánico a la gente. Es posible que haya influencias de las creencias en Fauno y Pan.
Kralj Matjaž: (el rey Matjaž): comparativamente corresponde a Yima Iraní, pero sobre el sueño del rey hablan también los irlandeses, los suizos (el héroe Grütli), los portugueses (el rey Sebastian), los checos (el rey Vencelj) y los serbios (el príncipe Marko).
Kraljevič Marko: (el príncipe Marko): en general aparece en cuentos serbios. Tal vez en la mitología eslovena vino con los Uskoki (desertores).
Belin: divinidad costera que tal vez pertenece a la tradición véneta pre-eslava.
Algunos gozaban de un estatus divino:
Kersnik
Trot: hermano de Kersnik
Vedomec: enemigo de Kersnik
Kurent
Perun
Veles
Perunika: cuyo nombre ha sobrevivido como Faronika
Mokoška
Jari/Jarilo
Svarog
Belin
Posiblemente Svetovid. Sobre su existencia en el espacio carantano-carniolo no existe una opinión uniforme.

### Cosmogonía eslovena
Los eslovenos tienen conservados al menos tres o cuatro mitos cosmogónicos precristianos, eso es mitos sobre la creación del mundo que surgen de la tradición precristiana:
La cosmogonía antes de la aparición de los cuerpos celestes (la fábula de Mengeš): una divinidad crea el mundo y los cuerpos celestes con la mirada.
La cosmogonía después del nacimiento de los cuerpos celestes y antes de la formación de la tierra subterránea (fábula de Šišen): la divinidad, que es la personificación de la Luna, se arroja al mar y trae tierra del fondo del mar. Esa fábula tiene paralelismos con la mitología india, (Visnú creó la tierra arrojándose al mar y trayendo tierra de su fondo).
La cosmogonía sobre la formación del fuego: una divinidad baja al infierno y de ahí trae fuego. 
La conclusión de la cosmogonía con el nacimiento de la tierra fértil: una divinidad habitó entre la gente y después les dejó su cuerpo, del cual se formó la tierra fértil.

### Los cuerpos celestes y la mitología eslovena
Los antepasados de los eslovenos, como todos los antiguos, observaban el cielo. Esto se muestra también en el nombramiento de los cuerpos celestes: a la Vía Láctea la nombraron también el camino de Šentjanž o la vía de Dios. A Sirio lo nombraron Kuzlak o la estrella del perro, a la cruz la nombraron Križ (la cruz), la cruz de santo Iván, la cruz de Šmarna o la cruz de María. Para las Pléyades, la Gallina con pollitos, Gallinita, Clueca y también Zlatenc, Lasteni, Lašči, Vlašiči. A la Osa Mayor, Carro de San Elías o Carro de santa Martina. La mayoría de estos nombres están conectados con el cristianismo. Por otro lado, en la mitología eslovena, muy pronto podemos notar la vieja conexión entre el culto de Jaril (San Jorge) y la constelación de Orión. 
La luna jugaba un papel importante en la mitología eslava y eslovena. En el campo esloveno, la teoría sobre el lunático la representa el etnólogo Damjan J. Ovsec.
En el base de la investigación compleja del canto popular Vlado Nartnik trató de comprobar las conexiones astronómicas entre seres mitológicos eslovenos y eslavos y algunas categorías astronómicas. Sin embargo, sus intentos de atraer a otros investigadores no tuvieron éxito.

### Viejas costumbres eslovenas

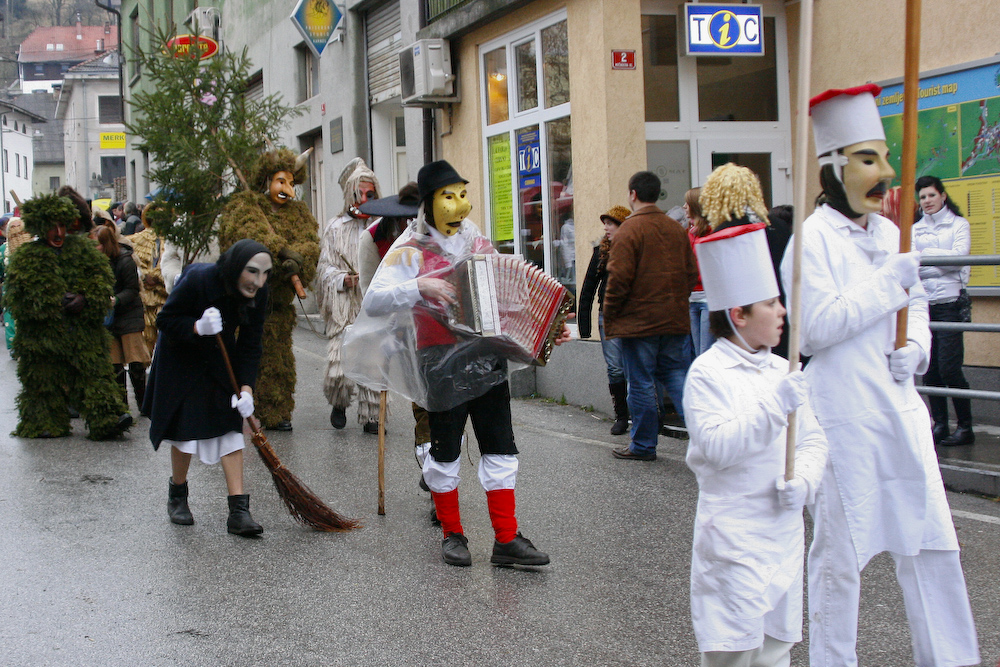
Festival Laufarija en Cerkno

Con la mitología eslovena están conectadas también algunas costumbres anuales que surgen de la religión antigua:
Koledovanje: en el sentido de ritual navideño.
Pustovanje, kurentovanje y jurjevanje surgen del ritual relacionado con la llegada de la primavera.
Kresovanje (fiesta de San Juan) es el ritual las hogueras y está conectado especialmente con Kersnik.